# 迪肯·懷特
詹姆斯·勞瑞·懷特（英語：James Laurie "Deacon" White，1870年1月5日—1950年12月5日），綽號「執事」，為前美國職棒大聯盟的三壘手與捕手，生涯曾效力於森林市、紅長襪(今勇士)、白長襪(今小熊)、紅人(跟現今的紅人無關)、星辰、野牛、狼獾、阿勒格尼(今海盜)與野牛(球聯)等隊。他是美國棒球創立起初20年的球星之一，雖然職棒創立時他已28歲，不過他還是在職棒打了15年。2013年，他成功入選美國棒球名人堂。

## 生平

### 職業生涯
1865年，南北戰爭爆發。懷特跟著一名軍人學會了棒球，並在1868年開始他的職棒生涯。1871年5月4日，他在美國史上第一場職棒比賽中敲出全場的第一支安打。
懷特在1877年和1878年都獲得聯盟的打點王，國聯一直到1953年才有第二位捕手獲得聯盟打點王的頭銜。
1889年，他和Jack Rowe都被交易到阿勒格尼。不過他們因為薪資糾紛，隔年便轉戰球員聯盟的水牛城野牛。
根據棒球歷史學家Lee Allen的描述，懷特是一名地平說支持者。他曾為了說服隊友地球是平的而和隊友爭論，而他的隊友都覺得懷特的想法很荒謬。
懷特在1890年結束球員生涯，隔年他便在小聯盟執教。
1939年7月7日，懷特在羅傑一家的小木屋內去世，享壽91歲。 He had been scheduled to be the principal guest of honor at Aurora's celebration of baseball's centennial the following day; the festivities instead featured a tribute to his memory.

## 名人堂票選
2008年8月，懷特獲得資深選手委員會的提名。不過他在2009年只獲得5票，無緣入選名人堂。
2012年12月，懷特再度獲得提名。2013年，他在16張選票中拿下14票，成功入主古柏鎮，並由他的曾孫Jerry Watkins代為領獎。懷特從出生到他正式入選名人堂之間隔了166年，是大聯盟所有名人堂成員之中差距最大的紀錄。

## 生涯成績
| 出賽次數 | 打席  | 打數  | 得分  | 安打  | 二安 | 三安 | 全壘打 | 打點 | 盜壘 | 保送 | 三振 | 打擊率 | 上壘率 | 長打率 | OPS  |
| -------- | ----- | ----- | ----- | ----- | ---- | ---- | ------ | ---- | ---- | ---- | ---- | ------ | ------ | ------ | ---- |
| 1,560    | 6,973 | 6,624 | 1,140 | 2,067 | 270  | 98   | 24     | 988  | 70   | 308  | 221  | .312   | .346   | .393   | .740 |

## 個人生活
懷特在1871年結婚，兩人只有一個女兒。1900年，他在水牛城經營一家牧馬場。
1912年，懷特的女兒結婚，妻子則在兩年後去世。懷特的女婿羅傑從1927年起就在大學的董事會裡工作，直到1971年才退休。

## 參看
- 美國職棒大聯盟安打排行榜
- 美國職棒大聯盟得分排行榜
- 美國職棒大聯盟打擊王
- 美國職棒大聯盟打點王

## 外部連結
- 球員資訊和成績在MLB ，ESPN ，Retrosheet ，Baseball Reference ，Baseball Reference (Minors) ，Fangraphs ，The Baseball Cube （英文）